# Paratachardina morobensis
Paratachardina morobensis är en insektsart som beskrevs av Williams och Watson 1990. Paratachardina morobensis ingår i släktet Paratachardina och familjen Kerriidae.
Artens utbredningsområde är Papua Nya Guinea. Inga underarter finns listade i Catalogue of Life.